# Он (река)
Он (фр. L'Aulne, брет. ar stêr Aon) — река во Франции. Исток реки расположен в коммуне Лоюэк (фр. Lohuec) округа Генган департамента Кот-д’Армор в регионе Бретань. Впадает в Брестскую бухту.

## География
Влияние морских приливов распространяется на 18 км выше устья до местечка Порт-Лоней. Эта часть реки также называется «морской Он» в противоположность «канальному Ону» (Порт-Лоней — Пон-Трифан), который является частью канала Нант-Брест. 

В излучине реки около Ландевеннека расположена стоянка списанных судов, ожидающих демонтажа или участия в учебных стрельбах французского ВМФ.

## Гидрография
Река Он, как и другие реки Западной Бретани, полноводна. Наблюдения за ней ведутся с 1970 года. Питание преимущественно дождевое, подъёмы уровня с декабря по март — 34-51 м³/с, летом сильно мелеет (с минимумом в августе — 2,7 м³/с), что является обычным явлением для бретонских рек. Абсолютный измеренный минимум составил 0,05 м³/с в период с 22 до 28 октября 1985 года.
Относительный расход воды в реке составляет 17,7 л в секунду с квадратного километра площади бассейна. Среднегодовой расход воды в реке в Шатонёф-дю-Фау составляет 21,9 м³/с.
| Средний расход воды (м³/с) реки Он по месяцам с 1970 по 2019 гг. (замеры производились на гидрологическом посту на гидрологической станции в Шатонёф-дю-Фау) |